# Бартлетт (Теннесси)
Бартлетт (англ. Bartlett) — город в округе Шелби, штат Теннесси, США. Расположен к северо-востоку от Мемфиса и является частью столичного района Мемфиса. 10-й по количеству жителей город штата.

## История
Коммуна, из которой вырос город, носила название Union Depot and Green Bottom. Это был последний крупный перевалочный пункт в штате Теннесси по маршруту дилижанса из Нэшвилл на запад, который появился около 1830 года. Когда через город прошла железная дорога Memphis & Ohio Railroad здесь появилось паровозное депо. Коммуна представляла собой сообщество фермеров с крупными плантациями вдоль Stage Road.
1 ноября 1866 года, имея население менее 100 человек, город был официально инкорпорирован и его название было изменено на Барлетт. Первым мэром города стал Брайан Витер.
Бартлетт очень быстро рос в 1970-х и 1980-х годах в основном из-за бегства белых из Мемфиса. В 2007 году он был девятым по количеству жителей в Теннесси.
В 1999 году в городе был построен культурный центр Performing Arts & Conference Center. Новый зал открывал своим шоу Арт Гарфанкел.

## География
Согласно данным Бюро переписи населения США город имеет общую площадь 60,7 км². Есть возможность расширения города ещё на 53,2 км².

## Демография
По данным переписи 2010 года население Бартлетта составляло 54 613 человека (из них 48,3 % мужчин и 51,7 % женщин), 19 456 домашних хозяйств и 15 552 семей. Расовый состав: белые — 78,7 %, афроамериканцы — 16,1 %, коренные американцы — 0,3 % и представители двух и более рас — 1,6 %.
Из 19 456 домашних хозяйств 65,2 % представляли собой совместно проживающие супружеские пары (27,2 % с детьми младше 18 лет), в 10,8 % семей женщины проживали без мужей, в 3,9 % семей мужчины проживали без жён, 20,1 % не имели семьи. В среднем домашнее хозяйство ведут 2,77 человек, а средний размер семьи — 3,12 человека.
Население города по возрастному диапазону по данным переписи 2010 года распределилось следующим образом: 25,3 % — жители младше 18 лет, 3,8 % — между 18 и 21 годами, 57,5 % — от 21 до 65 лет и 12,5 % — в возрасте 65 лет и старше. Средний возраст населения — 40,4 года.
В 2014 году медианный доход на семью оценивался в 86 583 $, на домашнее хозяйство — в 80 240 $. Доход на душу населения — 32 392 $.
Динамика численности населения:
|  |

## Факты
- В 2007 году журнал «Money» включил Бартлетт в список 100 лучших мест для жизни в США поместив город на 95 строку списка.